# Manuel Pla
Manuel Pla i Agustí (ca. 1725-1766) fue un compositor, oboísta y clavecinista español.

## Biografía
Al contrario que su hermano mayor —Joan Baptista Pla (1720-1773)— y menor —Josep Pla (1728-1762)—, Manuel no desarrolló una carrera concertística por toda Europa, sino que pasó toda su vida en España. Fue activo como instrumentista en la Banda de Alabarderos Reales de Madrid, así como en algunas óperas y conciertos ofrecidos en el seno de la Capilla Real.
Fue autor de una amplia obra, que comprendía distintos géneros vocales e instrumentales, tanto religiosos como profanos. En la actualidad, han sobrevivido bastantes manuscritos suyos, en especial de obras religiosas escritas entre 1757 y 1762. En su producción, destacan asimismo los dúos para violines, que en su época gozaron de popularidad en España. Sus manuscritos se han conservado en distintas bibliotecas y archivos de España, Italia, Inglaterra y Suiza.
Hoy, tras largos años abandonada, la música de Manuel Pla ha sido recuperada por la Orquesta Barroca Catalana, que ha grabado en CD parte de su obra religiosa. El disco fue publicado en el año 2011, y en él participan, junto a la orquesta, la soprano Raquel Andueza y el bajo Pau Bordas, bajo la dirección de Olivia Centurioni.